# Jauhienij Sawascjanau
Jauhienij Sawascjanau (biał. Яўгеній Савасцьянаў, ros. Евгений Савостьянов, Jewgienij Sawostjanow; ur. 10 stycznia 1988 w Wołkowysku) – białoruski piłkarz występujący na pozycji obrońcy.